# Фрауенфельд
Фрауенфельд (нім. Frauenfeld) — місто  в Швейцарії, столиця кантону Тургау та округу Фрауенфельд. Місто було засноване в середньовіччі, стало важливим торговим центром та адміністративним центром регіону. Воно відоме своїми старовинними будівлями, музеями та провідною ролью в політичному та культурному житті країни.

## Географія
Місто розташоване на відстані близько 130 км на північний схід від Берна.
Фрауенфельд має площу 27,4 км², з яких на 30,1% дозволяється будівництво (житлове та будівництво доріг), 42,8% використовуються в сільськогосподарських цілях, 24,5% зайнято лісами, 2,6% не є продуктивними (річки, льодовики або гори).

## Демографія
2019 року в місті мешкало 25 781 особа (+10,7% порівняно з 2010 роком), іноземців було 24,4%. Густота населення становила 942 осіб/км².
За віковим діапазоном населення розподілялося таким чином: 19% — особи молодші 20 років, 62,3% — особи у віці 20—64 років, 18,7% — особи у віці 65 років та старші. Було 11884 помешкань (у середньому 2,1 особи в помешканні).
Із загальної кількості 20 563 працюючих 133 було зайнятих в первинному секторі, 4455 — в обробній промисловості, 15 975 — в галузі послуг.

## Відомі люди
Народились
- Конрад Дасиподій (бл. 1532—1600) — швейцарсько-французький математик та астроном, професор Страсбурзького університету
- Вальтер Гесс (1881—1973) — швейцарський фізіолог, лауреат Нобелівської премії з фізіології або медицини 1949 року
- Фабіан Фрай (нар. 1989) — швейцарський футболіст
- Паскаль Цубербюлер (нар. 1971) — швейцарський футболіст, воротар
- Алессандро Геммерле (нар. 1993) — австрійський сноубордист
- Антоніо Дьякович (нар. 2002) — швейцарський плавець

## Галерея

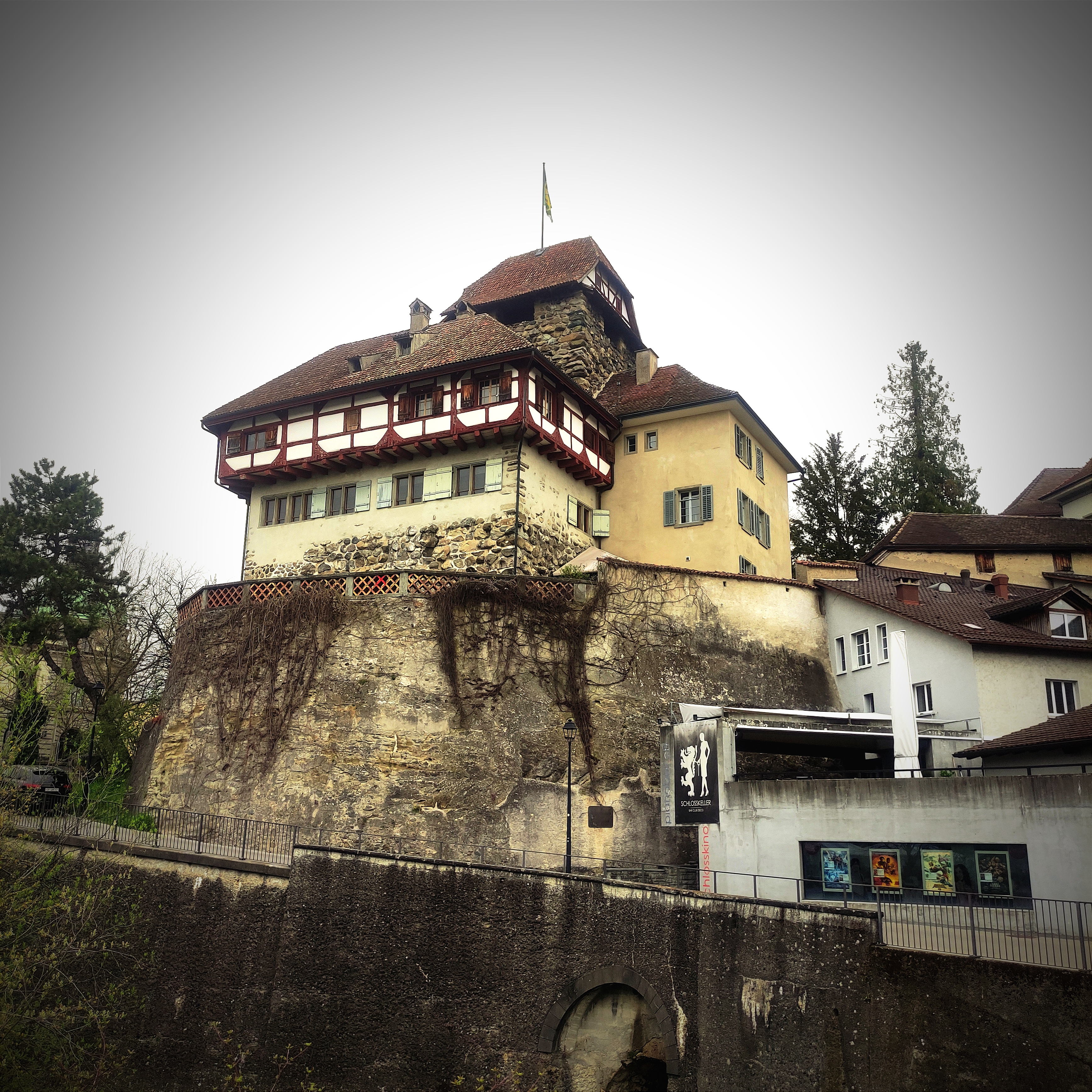
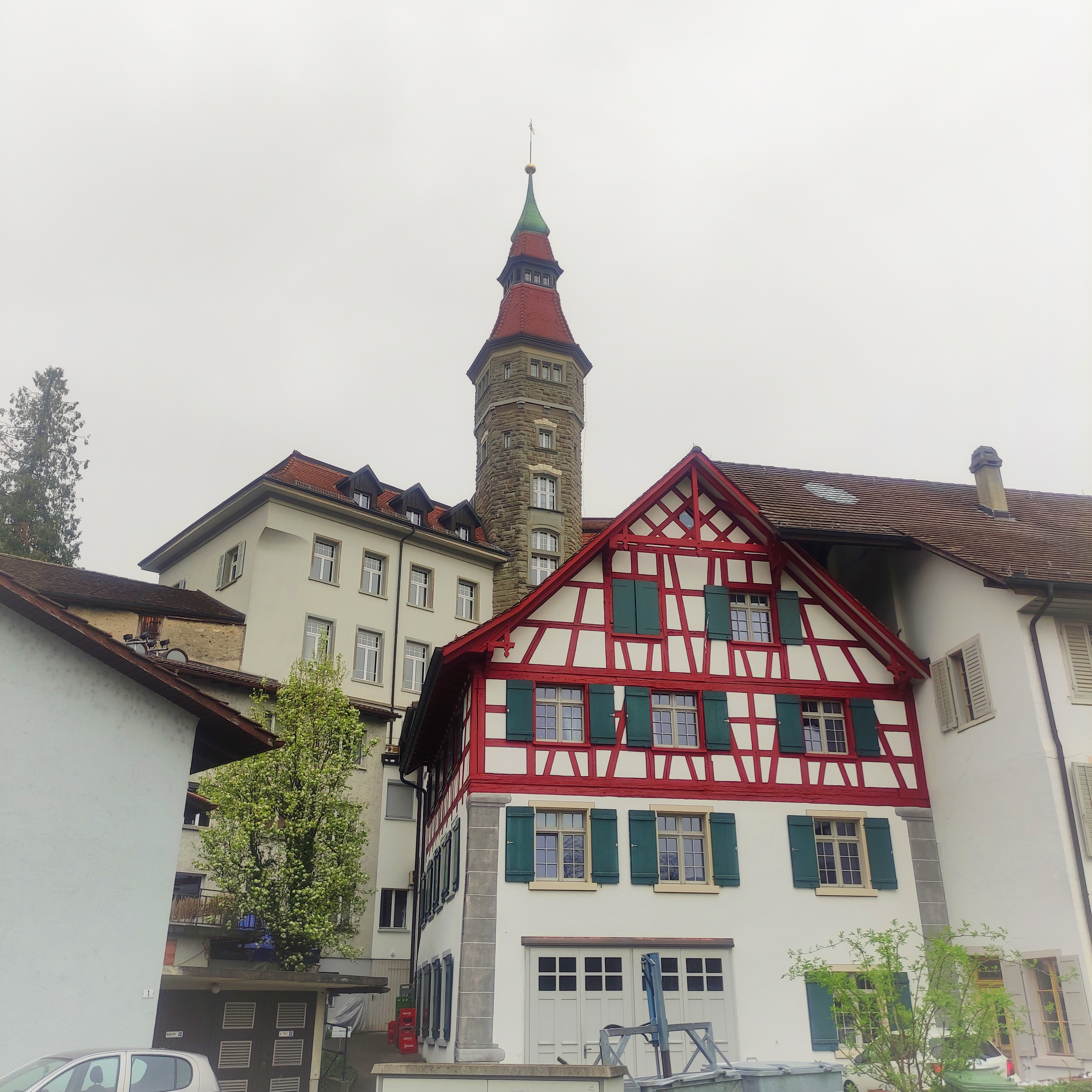